# 아우스트로글라니스속
아우스트로글라니스속(Austroglanis)은 메기목에 속하는 조기어류 속의 하나이다. 아우스트로글라니스과(Austroglanididae)의 유일속이다. 이전에 동자개과로부터 분리되었다. 모두 3종으로 이루어져 있으며, 아프리카 남부 지역(남아프리카공화국과 나미비아에 서식하며 2종은 멸종위기종이다. 3쌍의 수염을 갖고 있다.(코 쪽에는 없다.) 딱딱한 등지느러미와 가슴지느러미를 갖고 있으며, 기름지느러미는 작다.

## 하위 종
현재 3종으로 이루어져 있다.
- Austroglanis barnardi (P. H. Skelton, 1981) (Barnard's rock-catfish)
- Austroglanis gilli (Barnard, 1943) (Clanwilliam catfish)
- Austroglanis sclateri (Boulenger, 1901) (Rock-catfish)